# 温井景隆
溫井景隆（生年不詳—1582年7月13日）是日本戰國時代至安土桃山時代的武將。能登畠山氏家臣。
藤原北家利仁流的溫井氏是能登國的國人，領地大概在現今的輪島，居城是天堂城。

## 生平
生年不詳。弘治元年（1555年），在祖父溫井總貞被主君畠山義綱殺死後，溫井一族發起反亂，不過失敗，於是逃往加賀國。永祿9年（1566年），在義綱與其父義續被重臣流放後，返回畠山家，被列為年寄眾，再次成為重臣。
天正5年（1577年），在上杉謙信的大軍包圍七尾城時，協助遊佐續光殺害親織田派的長續連等，成為謙信的內應，七尾城投降。在謙信病死，受織田軍侵攻，於是逃離能登。天正10年（1582年），在織田信長於本能寺之變中死後，試圖復權，在上杉景勝的支援下，侵攻能登，不過受佐久間盛政和前田利家反擊而被殺。

## 外部連結
- 武家家伝＿温井氏 （页面存档备份，存于）